# Salomon Benatar
Pour les articles homonymes, voir Benatar.
 (août 2023).
Si vous disposez d'ouvrages ou d'articles de référence ou si vous connaissez des sites web de qualité traitant du thème abordé ici, merci de compléter l'article en donnant les références utiles à sa vérifiabilité et en les liant à la section « Notes et références ».
Salomon Benatar (1883-1938) est un entrepreneur originaire de Rhodes dans l’Empire ottoman. 
Il fut l'un des premiers membres de la communauté juive rhodienne à s'installer au Congo belge au XIXe et XXe siècles. 

## Biographie
Né à Rhodes dans l’Empire ottoman dans une famille membre de la communauté juive rhodienne, Salomon Benatar est âgé de 12 ou 14 ans lorsqu’il s’embarque clandestinement pour l’Égypte. Arrivé au port d’Ismaïlia, au bord du canal de Suez, il y vend tout d’abord des cigarettes dans la rue puis acquiert un kiosque. Il fait venir ses deux frères, Moussa et David, pour reprendre l’affaire, puis s’embarque, toujours clandestinement, pour le Mozambique, alors colonie portugaise, que l’on dit riche en or et en diamants. 
Arrivé au port de Beira, il y fonde le premier magasin pour Européens. Il obtient ensuite une concession de cinq ans sur le pont enjambant le Zambèze à la frontière avec la Rhodésie. 
Ses revenus croissent considérablement après le début de la seconde guerre des Boers (1899-1902), les Britanniques faisant passer leurs troupes par son pont. Il finit par vendre cette affaire et se rend à Umtali (actuelle Mutare) en Rhodésie du Sud où il ouvre un magasin et fait venir son frère Moussa pour gérer ses affaires. 
Après être retourné à Rhodes pour se marier, il se lance dans la vente des meubles au Caire pendant trois ans puis, ne parvenant pas à faire fructifier l’affaire, décide de retourner en Rhodésie rejoindre son frère. Là, voyant que le commerce qu’il a fondé ne peut suffire à subvenir aux besoins de deux familles, il décide de partir pour le nord où les Belges viennent de commencer la mise en valeur de la riche province minière du Katanga. Il part pour cette région à cette époque très peu explorée à la tête d’un groupe de 80 hommes armés et la rejoint après un périple de 800 km à pied. Il construit un magasin à Élisabethville qui vient de voir le jour pour fournir les ouvriers de l'industrie minière. Ces affaires se développant considérablement, il fait venir sa famille. C'est le point de départ de l'installation des Juifs de Rhodes au Congo, une communauté est fondée à Lubumbashi en 1911. 
Pendant la Première Guerre mondiale, les autorités belges lui demandent d'organiser le ravitaillement des troupes belges massées à la frontière avec la colonie allemande du Burundi. Le transport est effectué par voie fluviale sur des pirogues.